# Mara Čović
Mara (Marija) Čović (Subotica, 1911. – Zagreb, 1997.) je bačka hrvatska književnica. Bila je istaknuta vjerska i kulturna radnica odnosno križarska apostolska djelatnica Hrvata u Bačkoj. Bila je inicijatoricom organiziranja katoličkih organizacija na području Bačke koja su snažno djelovala na nacionalno sazrijevanje hrvatske srednjoškolske i sveučilišne mladeži, a sve u duhu kršćanskih načela.
Kao takva bila je metom progona koju su sprovodile jugokomunističke vlasti nad Hrvatima i rimokatolicima. Ožujka 1948. je u Subotici osudilo 3 skupine od ukupno 27 katoličkih svećenika i aktivista, a lažno su optuženi da su pripadali "ustaškoj i križarskoj terorističkoj organizaciji". Mara Čović je bila u skupini od 9 osoba, od čega trojica svećenika, koji su bili osuđeni 24. ožujka 1948. godine.
Za povijest hrvatske književnosti je značajna po romanu Sjećanje svjedočenje/Zvuči kao priča a bila je istina iz 1966.